# Rolf-Edgar Silber
Rolf-Edgar Silber (* 15. November 1949) ist ein deutscher Mediziner.

## Leben
Silber war bis zu seinem Ruhestand 2015 Direktor der Klinik und Poliklinik für Herz- und Thoraxchirurgie am Universitätsklinikum Halle (Saale); er wurde 1993 Nachfolger von Wolfgang Konertz.
Er hat sich seit 2005 für die Zusammenarbeit der Medizinischen Fakultät der Martin-Luther-Universität Halle-Wittenberg und der Medizinischen Universität in Poznań engagiert. 2010 wurde er für seine Bemühungen um die deutsch-polnischen Beziehungen auf dem Gebiet der Medizin mit der Verdienstmedaille der Medizinischen Universität Poznań ausgezeichnet.